# Greater Vancouver A
El Distrito Electoral Greater Vancouver "A" es parte del Distrito Regional del Gran Vancouver, Columbia Británica, Canadá.
Incluye las incorporaciones de University Endowment Lands y la University of British Columbia, el oeste de la ciudad de Vancouver; Bowyer Island, Passage Island, y la Isla Barnston.
De acuerdo al censo canadiense de 2001:
- Población: 8.034 habitantes.
- % Cambio (1996-2001): 13,2
- Superficie (km²): 818,84
- Densidad de población: 9,8 hab./km²

## Localidades
- Buntzen Bay
- Gambier Island Trust Area (part)
  - Bowyer Island
  - Passage Island
- Granite Falls
- Strachan Creek
- University Endowment Lands